# Peerguardian
PeerGuardian och PeerGuardian två är fria programvaror som kan blockera oönskade IP-adresser från uppkoppling. Programmet är utvecklat av Phoenix Labs. Används främst under fildelning tillsammans med en bittorrent-klient. Det programmet gör är att blockera svartlistade IP-adresser och adresser från reklamföretag och antipiratorganisationer.